# Lygodactylus heterurus
Lygodactylus heterurus là một loài thằn lằn trong họ Gekkonidae. Loài này được Boettger mô tả khoa học đầu tiên năm 1913.